# Liste der Kulturdenkmäler in Hetzerath (Eifel)
In der Liste der Kulturdenkmäler in Hetzerath sind alle Kulturdenkmäler der rheinland-pfälzischen Ortsgemeinde Hetzerath einschließlich des Ortsteils Erlenbach aufgeführt. Grundlage ist die Denkmalliste des Landes Rheinland-Pfalz (Stand: 10. August 2023).

## Einzeldenkmäler
| Bezeichnung                          | Lage                                              | Baujahr                            | Beschreibung                                                                                                  | Bild                           |
| ------------------------------------ | ------------------------------------------------- | ---------------------------------- | --- | ------------------------------ |
| Bürgermeisterei                      | Hetzerath, Bahnhofstraße 6 Lage                   | 1898                               | ehemalige Bürgermeisterei; Bruchsteinbau, 1898                                                                | BW                             |
| Bahnhof Hetzerath                    | Hetzerath, Bahnhofstraße 84 Lage                  | Anfang des 20. Jahrhunderts        | Bruchstein-, Putz- und Fachwerkflächen, Anfang des 20. Jahrhunderts                                           | BW                             |
| Brunnenhäuschen                      | Hetzerath, Kirchstraße, bei Nr. 1 Lage            | 19. Jahrhundert                    | Sandsteinquaderbau, 19. Jahrhundert                                                                           | BW                             |
| Katholische Pfarrkirche St. Hubertus | Hetzerath, Kirchstraße 14 Lage                    | 1772                               | spätgotischer Chor und Reste des barocken Saalbaus, 1772, in neufrühklassizistischer Stufenhalle, 1912/13     | weitere Bilder Fotos hochladen |
| Hofanlage                            | Hetzerath, Kirchstraße 34 Lage                    | zweite Hälfte des 19. Jahrhunderts | stattliche Hofanlage, wohl aus der zweiten Hälfte des 19. Jahrhunderts; Krüppelwalmdachbau, Bruchsteinscheune | BW                             |
| Wohnhaus                             | Hetzerath, Zuckerberg 8 Lage                      | 1753                               | bezeichnet 1753                                                                                               | BW                             |
| Heiligenhäuschen                     | Hetzerath, südwestlich des Ortes an der L 47 Lage |                                    | flachbogig geschlossener Mauerblock                                                                           | BW                             |
| Burghof                              | Erlenbach, Viktoriastraße 21 Lage                 | zweite Hälfte des 18. Jahrhunderts | stattlicher Krüppelwalmdachbau, zweite Hälfte des 18. Jahrhunderts oder um 1800                               | BW                             |
| Wohnhaus                             | Erlenbach, Viktoriastraße 28 Lage                 | um 1800                            | stattlicher Krüppelwalmdachbau, um 1800, im Kern eventuell älter [im Bild links]                              | Fotos hochladen                |
| Katholische Filialkirche             | Erlenbach, Zimmergasse 5 Lage                     | 1950er Jahre                       | kleiner Bruchsteinbau, kurz nach 1955                                                                         | Fotos hochladen                |